# Пітер Сіллетт
Пітер Сіллетт (англ. Peter Sillett, 1 лютого 1933, Саутгемптон — 13 березня 1998, Ешфорд) — англійський футболіст, що грав на позиції захисника.
Виступав, зокрема, за «Челсі», з яким став чемпіоном Англії та володарем Суперкубка країни, а також національну збірну Англії.

## Клубна кар'єра
Професіональна кар'єра Пітера Сіллета розпочалася в червні 1950 року у команді Другого дивізіону «Саутгемптон». Протягом сезону 1951/52 високий захисник завоював там регулярне місце і у наступному сезоні 1952/53 він вже був одним з ключових гравців. Після вильоту команди в Третій дивізіон «святі» вирішили з фінансових причин передати 20-річний талант столичному «Челсі» за 12 000 фунтів стерлінгів He joined the Saints in January 1949 and soon afterwards gained England Youth recognition.. Загалом у своїй першій команді Сіллетт провів два сезони, взявши участь у 65 матчах в усіх турнірах і забивши 4 голи.
Тренером «Челсі» був Тед Дрейк, який грав з батьком Сіллетта в «Саутгемптоні». Протягом першого року новачок зіграв лише у десяти іграх Першої ліги, але з середини наступного сезону 1954/55 він поступово здобув регулярне місце. Здебільшого він грав праворуч у захисті, але через свою універсальність міг вийти і на інших позиціях. У команді з Роєм Бентлі та Роном Грінвудом він виграв чемпіонат Англії в 1955 році. Гра проти головного конкурента за трофей, «Вулвергемптон Вондерерз» яка пройшла у великодню суботу 9 квітня 1955 року перед 75 тис. вболівальників, стала знаковою для Сіллетта. В кінцівці гри лондонці за рахунку 0:0 отримали право на пробиття пенальті. П'ять попередніх промахів Джона Гарріса та Роя Бентлі призвели до того, що право на пробиття отримав Сіллетт, який реалізував 11-метровий удар і приніс своїй команді перемогу, що фактично означала здобуття чемпіонського титулу, яку команда офіційно завоювала у наступній домашній грі проти «Шеффілд Венсдей».
Граючи в «Челсі», Пітер був включений до збірної Лондона на Кубку ярмарків 1955/58 разом із партнерами по команді Кеном Армстронгом, Дереком Саундерсом і Джимом Льюїсом, дійшовши до фіналу, в якому лондонці програли «Барселоні».
До кінця сезону 1960/61 Сіллет залишався основним гравцем «Челсі», за винятком перерви, пов'язаної з травмою на початку сезону 1956/57 (в результаті операції на коліні). Крім своїх оборонних обов'язків, Пітер відзначався сильними дальніми ударами. Особливо вражаючим виявився його гол у вересні 1959 року з більш ніж 35 метрів у матчі проти «Манчестер Юнайтед». Загалом же Сіллетт був найкращим бомбардиром серед захисників в історії «Челсі», забивши за клуб 34 м'ячі і лише у ХХІ столітті його зумів обійти за цим показником Джон Террі. Сіллет був лише одним з небагатьох гравців, якому Дрейк продовжував довіряти після виграшу чемпіонату, коли почав будувати нову команду. Сіллетт відіграв ключову роль у розвитку нового покоління, включаючи його майбутнього наступника Кена Шелліто, а в 1959 році після завершення кар'єри капітана Дерека Сондерса Сіллетт став наступним капітаном «Челсі».
У третьому турі сезону 1961/62 Сіллетт зламав ногу і пропустив тривалий час. Хоча йому вдалося відновитись до кінця сезону, стало очевидно, що наступник Дрейка, Томмі Дохерті, вже не розраховував на Сіллетта.
Хоча Пітеру було лише 29 років, Сіллет вирішив відхилити існуючі пропозиції від інших професіональних клубів і замість цього вирішив закінчити кар'єру в аматорському клубі «Гілдфорд Сіті». Після цього з 1965 по 1973 рік був граючим тренером аматорського «Ешфорд Таун» і у сезоні 1972/73 під його керівництвом грав майбутній тренер збірної Англії Рой Годжсон. В подальшому працював тренером у ряді аматорських команд.

## Виступи за збірну
15 травня 1955 року дебютував в офіційних матчах у складі національної збірної Англії в товариській грі проти Франції (0:1), після чого того ж місяця зіграв ще у двох товариських матчах.
В подальшому за збірну більше не грав, хоча і поїхав у її складі на чемпіонат світу 1958 року у Швеції.
Також грав за збірну до 23 років та другу збірну Англії, а 13 серпня 1955 року також за збірну Великої Британії проти команди решти Європи, щоб відсвяткувати 75-річчя Ірландської футбольної асоціації на «Віндзор Парк» у Белфасті.

## Особисте життя
Пітер Сіллет походив із сім'ї футболістів. Його батько Чарлі, який загинув в кінці Другої світової війни, був капітаном «Саутгемптона», а брат Джон, який був молодшим за три роки, був товаришем по команді Пітера в «Челсі» в середині 1950-х років.
Помер Пітер Сіллетт 13 березня 1998 року на 66-му році життя у місті Ешфорд від ускладнень від раку.

## Статистика виступів

### Статистика виступів за збірну
| Дата      | Місто  | Господарі  | Результат | Гості  | Турнір           | Голи | Примітки |
| --------- | ------ | ---------- | --------- | ------ | ---------------- | ---- | -------- |
| 15-5-1955 | Коломб | Франція    | 1 – 0     | Англія | товариський матч | -    |          |
| 18-5-1955 | Мадрид | Іспанія    | 1 – 1     | Англія | товариський матч | -    |          |
| 22-5-1955 | Порту  | Португалія | 3 – 1     | Англія | товариський матч | -    |          |
| Усього    |        | Матчів     | 3         |        | Голів            | 0    |          |

## Титули і досягнення
- Чемпіон Англії (1):

«Челсі»: 1954–1955
- Володар Суперкубку Англії (1):

«Челсі»: 1955